# Meioneta bialata
Meioneta bialata là một loài nhện trong họ Linyphiidae.
Loài này thuộc chi Meioneta. Meioneta bialata được miêu tả năm 1995 bởi Tao, Li & Zhu.